# HMS Hägern (A246)
HMS Hägern (A246) var ett svenskt trängfartyg. Fartyget byggdes av Kalmar varv och levererad som HMS Torpedbärgaren 1951. Hon byggdes om 1975.